# Хомівка (Ніжинський район)
Хо́мівка —  село в Україні, у Талалаївській сільській громаді Ніжинського району Чернігівської області. Населення становить 50 осіб. До 2019 року орган місцевого самоврядування — Безуглівська сільська рада.
Станом на 1941 рік позначене (помилково?) на карті як х. Калинівка з 2 хат.

## Населення

### Мова
Розподіл населення за рідною мовою за даними перепису 2001 року:
| Мова       | Кількість | Відсоток |
| ---------- | --------- | -------- |
| українська | 50        | 100%     |